# Carly Gullickson
Carly Gullickson (Cincinnati, 26 de Novembro de 1986) é uma ex-tenista profissional norte-americana. Seu melhor ranking de N. 132 em simples e 52 em duplas, este conquistado no ano de 2006.

## Grand Slam finais

### Duplas Mistas: 1 (1–0)
| Resultado | Ano  | Campeonato | Piso | Parceira       | Oponentes               | Placar   |
| Campeã    | 2009 | US Open    | Duro | Travis Parrott | Cara Black Leander Paes | 6–2, 6–4 |

## WTA Tour finais

### Duplas: 3 (2–1)
| \| Antes de 2009 \| Depois de 2009 \| \| ----------------------- \| ----------------------- \| \| Grand Slam (0) \| \| \| WTA Championships (0/0) \| \| \| Tier I (0/0) \| Premier Mandatory (0/0) \| \| Tier II (0/0) \| Premier 5 (0/0) \| \| Tier III (2/0) \| Premier (0/0) \| \| Tier IV & V (0/0) \| International (0/1) \| |                         |
| Antes de 2009 | Depois de 2009          |
| Grand Slam (0) |                         |
| WTA Championships (0/0) |                         |
| Tier I (0/0) | Premier Mandatory (0/0) |
| Tier II (0/0) | Premier 5 (0/0)         |
| Tier III (2/0) | Premier (0/0)           |
| Tier IV & V (0/0) | International (0/1)     |

| Resultado | N. | Data             | Torneio                                | Piso        | Parceira             | Oponentes                    | Placar   |
| --------- | -- | ---------------- | -------------------------------------- | ----------- | -------------------- | ---------------------------- | -------- |
| Campeã    | 1. | 7 Novembro 2004  | Challenge Bell, Quebec City, Canadá    | Carpete (i) | María Emilia Salerni | Els Callens Samantha Stosur  | 7–5, 7–5 |
| Campeã    | 2. | 5 Novembro 2006  | Challenge Bell, Quebec City, Canada    | Carpete (i) | Laura Granville      | Jill Craybas Alina Jidkova   | 6–3, 6–4 |
| Vice      | 1. | 27 Setembro 2009 | Hansol Korea Open, Seul, Coreia do Sul | Duro        | Nicole Kriz          | Yung-Jan Chan Abigail Spears | 3–6, 4–6 |